# 朱巴河
朱巴河（Jubba River）又譯作久巴河，是索馬里南部的河流，在與埃塞俄比亞的邊境發源（達瓦河與Ganale Doria河匯合點），向南流入印度洋。朱巴河流域主要是疏林草原（savanna），該地區土地肥沃，野生動物有長頸鹿、獵豹、獅子、豹、鬣狗、水牛、河馬、鱷魚、瞪羚、駱駝和駝鳥。
朱巴河地區是索馬里最多雨水的地區，雨季在3月下旬至5月，1960年和1997的水災奪走大量性命。

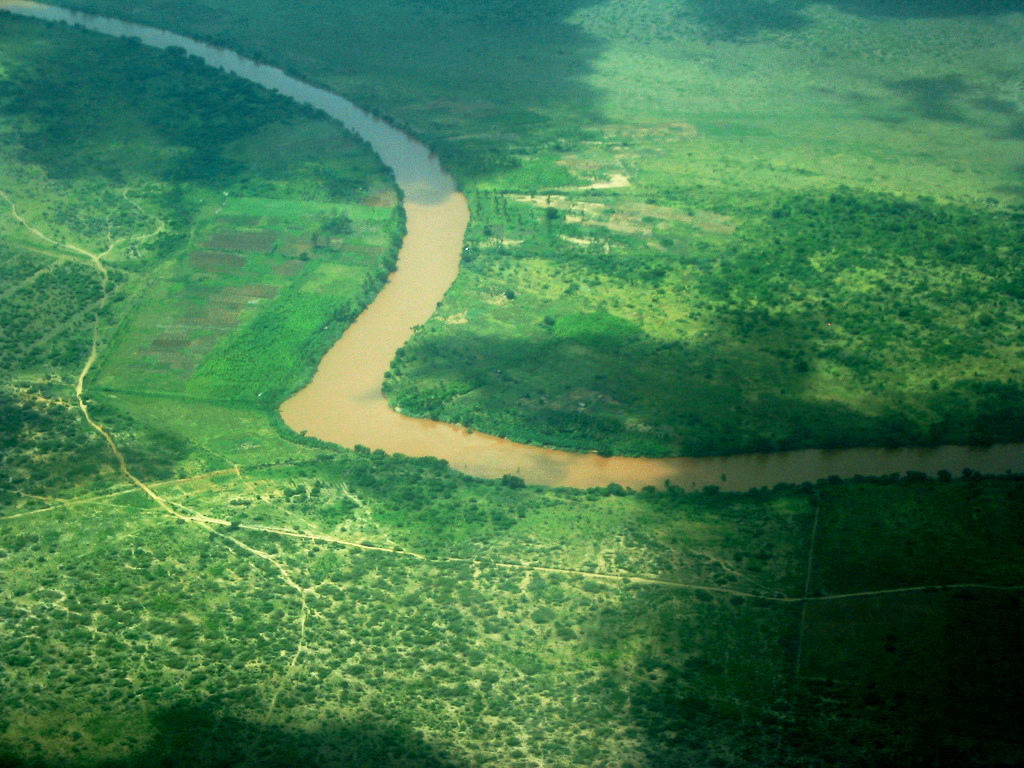

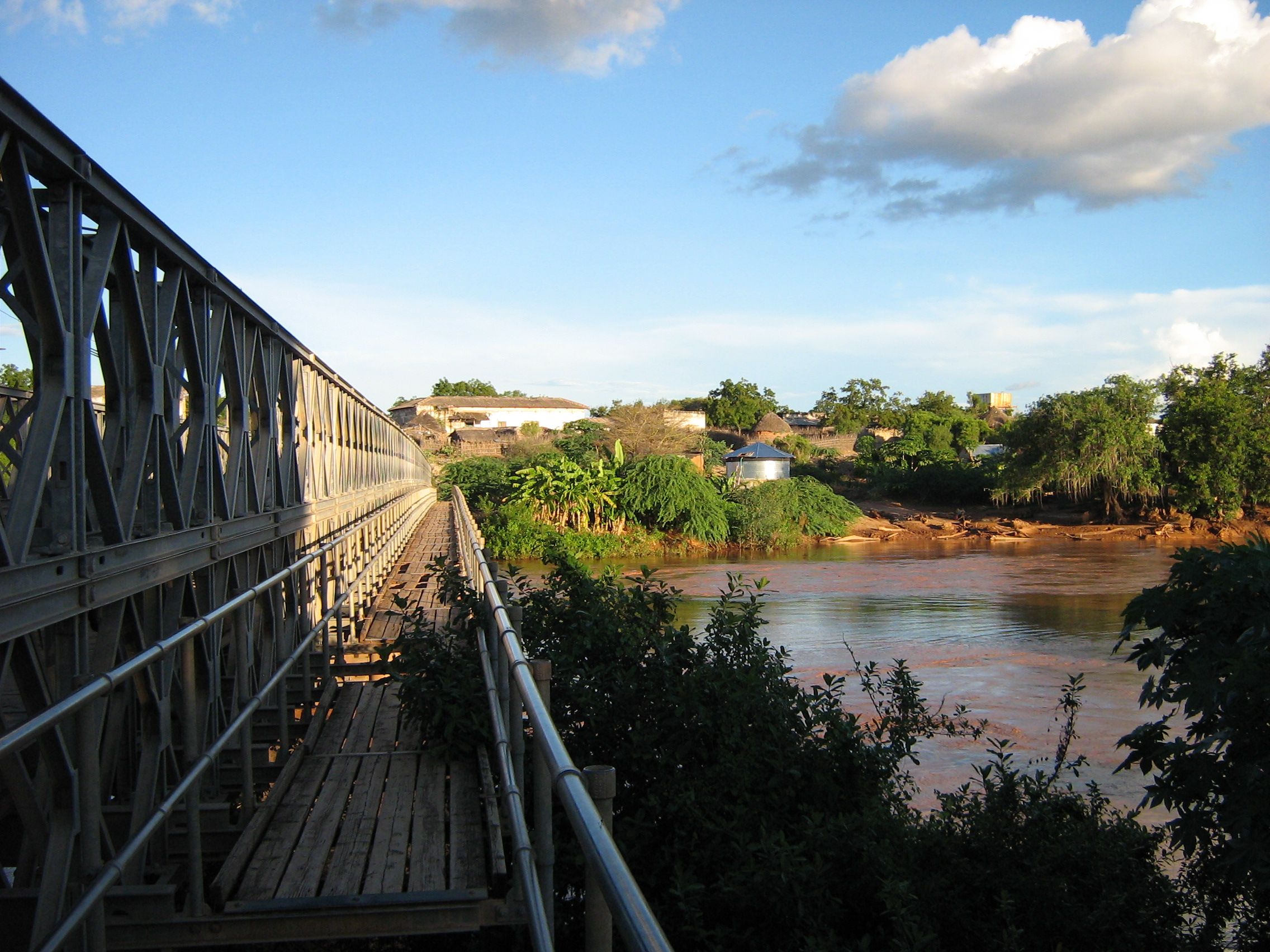

## 外部連結
- Map of the Jubba River basin at Water Resources eAtlas
- National Geographic Atlas Explorer （页面存档备份，存于）